# It's My Life (singolo Talk Talk)
It's My Life è il singolo dei Talk Talk, pubblicato dalla EMI nel 1984, che anticipa il loro secondo album It's My Life (1984).

## Descrizione
È il primo singolo estratto dall'album ed è stato ristampato una prima volta nel 1985 ed una seconda, rimasterizzato, per promuovere l'antologia Natural History: The Very Best of Talk Talk del 1990. Si tratta anche della prima collaborazione tra Hollis e Friese-Greene.

## Successo e classifiche
| Classifica (1984) |                          | Posizione massima | Settimane in classifica |
| ----------------- | ------------------------ | ----------------- | ----------------------- |
| Italia            | Italia (bandiera)        | 7                 | —                       |
| Francia           | Francia (bandiera)       | 25                | 10                      |
| Paesi Bassi       | Paesi Bassi (bandiera)   | 30                | 5                       |
| Germania          | Germania (bandiera)      | 33                | 21                      |
| Billboard Hot 100 | Stati Uniti (bandiera)   | 31                | —                       |
| Nuova Zelanda     | Nuova Zelanda (bandiera) | 32                | 6                       |
| Belgio (Vallonia) | Belgio (bandiera)        | 44                | 1                       |
| Regno Unito       | Regno Unito (bandiera)   | 46                | 5                       |

Mentre con la prima ristampa ha raggiunto solo la 93ª posizione, con la seconda è arrivato al 13º posto nella classifica dei singoli del Regno Unito.

## Video musicale
Nel videoclip originale, diretto e supervisionato da Tim Pope, il cantante del gruppo Mark Hollis passeggia solitariamente per lo zoo di Londra, osservando le varie specie di animali, e le sue camminate si sovrappongono alle varie riprese naturalistiche di fenicotteri, leopardi, zebre, antilopi, canguri e struzzi, tratte a loro volta dal documentario della BBC Life on Earth.
Nel video c'è un effetto grafico voluto dal regista, una sorta di scarabocchio nero che si trasforma in una spirale, in un paio di ali e, alla fine, si sovrappone alla bocca del cantante, pasticciandola e nascondendola alla vista del pubblico, per non far capire se stia cantando o meno in playback.
Per volere della EMI fu registrata una seconda versione del video, in pratica la clip originale proiettata su uno schermo verde dietro Hollis che canta e suona, mentre i suoi due compagni della band, a loro volta, mimano in modo volutamente comico e con gesti esagerati il playback del brano.
- Video ufficiale (prima versione), su YouTube. URL consultato il 25 gennaio 2014.
- Video ufficiale (seconda versione), su YouTube. URL consultato il 25 gennaio 2014.

## Tracce
1984 - Singolo 7" originale (EMI 20 0003 7)

Lato A
1. It's My Life – 3:53 (Tim Friese-Greene, Mark Hollis)

Lato B
1. Does Caroline Know? – 4:36 (Tim Friese-Greene, Mark Hollis)

1984 - Maxi singolo 12" originale (EMI europea 200066)

Lato A
1. It's My Life (extended version) – 6:16

Lato B
1. Does Caroline Know? – 4:34
2. It's My Life – 3:51

1984 - Maxi singolo 12" US (EMI America V7821)

Lato A
1. It's My Life (Steve Thompson remix) – 6:14

Lato B
1. It's My Life (Steve Thompson remix edit) – 3:51
2. Again, a Game...Again – 4:09 (Mark Hollis)

1990 - Singolo 7" (Parlophone/EMI 20 3849 7)

Lato A
1. It's My Life – 3:53

Lato B
1. Renée (live at Hammersmith Odeon) – 7:28 (Mark Hollis)

1990 - CD singolo (Parlophone CDR 6254 e 20 3849 2)

Lato A
1. It's My Life – 3:54

Lato B
1. Renée (live at Hammersmith Odeon) – 7:28
2. It's My Life (live at Hammersmith Odeon) – 7:58

## Formazione
- Mark Hollis - voce
- Lee Harris - batteria
- Paul Webb - basso
- Tim Friese-Greene - tastiere

Musicisti ospiti
- Robbie McIntosh - chitarra
- Ian Curnow - tastiere
- Morris Pert - percussioni

## Cover
- 2003 - Del gruppo statunitense No Doubt, pubblicata come singolo e nella raccolta The Singles 1992-2003.

## Uso nei videogiochi
La canzone è stata inserita nella stazione radio "Flash FM" del videogioco Grand Theft Auto: Vice City Stories, pubblicato dalla Rockstar Games nel 2006 per PlayStation Portable e nel 2007 per PlayStation 2.